# Departamento Punilla

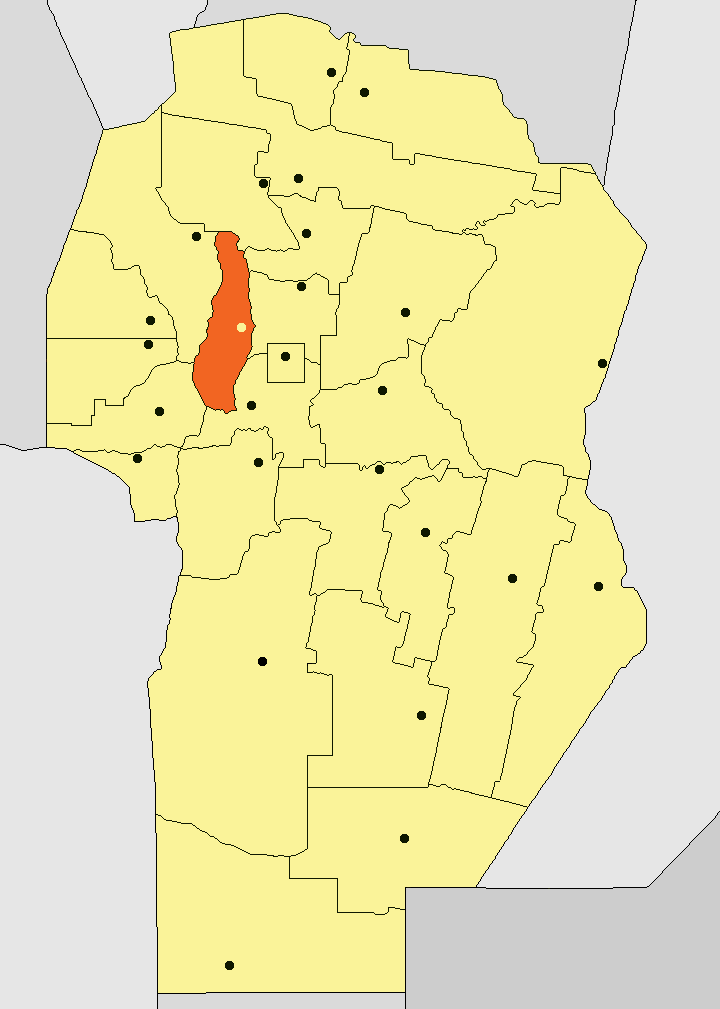
Lage des Departamento Punilla in der Provinz Córdoba

Punilla ist ein Departamento im westlichen Zentrum der zentralargentinischen Provinz Córdoba. Seinen Namen hat es vom Tal Valle de Punilla, das sich im Osten des Gebiets befindet.
Das Departamento zieht sich wenige Kilometer westlich der Provinzhauptstadt Córdoba länglich in Nord-Süd-Richtung entlang. Seine Fläche beträgt 2.592 Quadratkilometer. Hauptstadt ist Cosquín, größte Stadt dagegen Villa Carlos Paz, beide zählen zu den bekanntesten Ferienorten Argentiniens.

## Geographie
Das Departamento Punilla liegt im Osten der Sierras de Córdoba und nimmt die gesamte Umgebung des Punilla-Tals mit Ausnahme des äußersten Nordwestens ein. Weiterhin hat es Anteil an den Hochebenen der Pampas Serranas im Westen. Die Grenzen des Departamentos fallen in etwa mit den höchsten Gipfeln der Sierra Grande (im Westen) und der Sierra Chica im Osten zusammen.
Höchste Erhebung ist der Cerro Los Gigantes (2.374 m) im Westen, ein weiterer bekannter Berg ist der Uritorco (1.979 m) im Nordosten. Das Punilla-Tal liegt auf einer Höhe zwischen 550 und 1.100 m, die Hochebenen der Pampas Serranas zwischen 1.500 und 1.900 m.
Im Departamento Punilla befinden sich mehrere Stauseen, der größte ist der Lago San Roque im Süden zwischen Villa Carlos Paz und Cosquín. Dieser See ist das bedeutendste Trinkwasser-Reservoir des Ballungsraums Gran Córdoba.

## Bevölkerung
Die Einwohnerzahl von Punilla lag 2001 bei 155.124 (Volkszählung des INDEC), was eine Zunahme von 28 % gegenüber 1991 bedeutete. Damit gehört es zu den am schnellsten wachsenden Departamentos der Provinz. Die Bevölkerungsdichte liegt bei 59,8 Einwohnern je Quadratkilometer.
Die Bevölkerung ist sehr ungleich verteilt. Sie ballt sich im Osten im Punilla-Tal an der Ruta Nacional 38, der in Nord-Süd-Richtung verlaufenden Hauptverbindungsstrecke der Region, an fünf urbanen Zentren: Villa Carlos Paz - Tanti, Cosquín, La Falda, La Cumbre und Capilla del Monte. In diesen Gebieten, etwas mehr als 5 % der Gesamtfläche, wohnen 149.834 Menschen, also mehr als 95 % der Departamento-Bevölkerung, bei einer Bevölkerungsdichte, die besonders im Süden des Tals deutlich über 1.000 Einwohner pro Quadratkilometern liegt. Besonders die unwirtlichen Hochebenen im Westen sind dagegen fast unbewohnt.

### Städte und Ortschaften
Alle Orte über 1.000 Einwohner laut der Volkszählung 2001:
| Ortschaft                                       | Einwohner                   |
| ----------------------------------------------- | --------------------------- |
| Villa Carlos Paz                                | 56.407 Ballungsraum: 61.165 |
| Cosquín                                         | 19.070 Ballungsraum: 32.567 |
| La Falda                                        | 15.112 Ballungsraum: 31.380 |
| Capilla del Monte                               | 9.085                       |
| La Cumbre                                       | 7.235 Ballungsraum: 8.927   |
| Santa María de Punilla (Ballungsraum Cosquín)   | 7.306                       |
| Huerta Grande (Ballungsraum La Falda)           | 5.630                       |
| Valle Hermoso (Ballungsraum La Falda)           | 5.421                       |
| Villa Giardino (Ballungsraum La Falda)          | 4.679                       |
| Tanti                                           | 4.579 Ballungsraum: 6.710   |
| Bialet Massé (Ballungsraum Cosquín)             | 4.543                       |
| San Antonio Arredondo (Ballungsraum Carlos Paz) | 2.325                       |
| Santa Cruz del Lago (Ballungsraum Tanti)        | 1.637                       |
| Villa Río Icho Cruz (Ballungsraum Carlos Paz)   | 1.145                       |
| Los Cocos (Ballungsraum La Cumbre)              | 1.035                       |

## Wirtschaft
Da die Region eines der wichtigen Fremdenverkehrszentren Argentiniens ist, dominiert der Dienstleistungssektor die lokale Wirtschaft. Als zweite Säule ist die Lebensmittelproduktion von Bedeutung, besonders Süßigkeiten (und hier vor allem die sogenannten alfajores, gefüllte Kekse), werden vor allem in kleinen bis mittleren Betrieben hergestellt. Auf den Hochebenen im Westen wird extensive Viehzucht betrieben.